# Campionato italiano di hockey su ghiaccio 1955-1956
Il Campionato italiano di hockey su ghiaccio 1955-56 non ha visto la partecipazione della serie A a causa della contemporaneità con le Olimpiadi invernali di Cortina. Per questa stagione si sono disputati quindi solo i campionati delle serie minori (torneo di Promozione -o serie B- e torneo Allievi) e non è stato assegnato il titolo di campione d'Italia.

## Serie A
Non disputata per concomitanza con le Olimpiadi, le squadre italiane parteciparono solamente ad alcuni tornei internazionali, alcuni dei quali vinti: il Milano Inter vinse il torneo di Ginevra (coppa Hofstetter), giocato contro Canadian Air Force, Servette e Rotblau; il Fiat Torino vinse il torneo di Chamonix (coppa Dauphinè), giocato contro Chamonix e Mannheimer.

## Serie B
Il campionato cadetto (chiamato allora torneo di Promozione), vide la vittoria finale del Latemar Bolzano sull'Amatori Milano, sull'Amatori Asiago e sul Vipiteno.

### Eliminatorie

#### Classifica
| Girone A | Girone A       | Girone A |
| -------- | -------------- | -------- |
| Pos.     | Squadra        | Punti    |
| 1.       | Amatori Milano | 8        |
| 2.       | Bocconi        | 4        |
| 3.       | Valpellice     | 0        |

| Girone B | Girone B           | Girone B |
| -------- | ------------------ | -------- |
| Pos.     | Squadra            | Punti    |
| 1.       | Latemar Bolzano    | 8        |
| 2.       | Scoiattoli Bolzano | 4        |
| 3.       | Merano             | 0        |

| Girone C | Girone C | Girone C |
| -------- | -------- | -------- |
| Pos.     | Squadra  | Punti    |
| 1.       | Vipiteno | 8        |
| 2.       | Renon    | 4        |
| 3.       | Brunico  | 0        |

| Girone D | Girone D              | Girone D |
| -------- | --------------------- | -------- |
| Pos.     | Squadra               | Punti    |
| 1.       | Asiago                | 12       |
| 2.       | Cortina               | 5        |
| 3.       | Monte Civetta Alleghe | 4        |
| 4.       | C.A.I. Agordo         | 3        |

### Girone Finale

#### Partite
- Latemar Bolzano - Asiago 4-2
- Amatori Milano - Vipiteno 5-1
- Amatori Milano - Asiago 5-2
- Latemar Bolzano - Vipiteno 6-2
- Asiago - Vipiteno 4-4
- Latemar Bolzano - Amatori Milano 6-1

#### Classifica finale
| Pos. | Squadra         | Punti |
| 1.   | Latemar Bolzano | 6     |
| 2.   | Amatori Milano  | 4     |
| 3.   | Asiago          | 1     |
| 4.   | Vipiteno        | 1     |

Il Latemar Bolzano viene proclamato campione d'Italia del torneo di Promozione.
Formazione campione del torneo di Promozione:

Antonio Battisti, Luciano Claut, Atto Colombo, Hans De Gasperi, Vittorio De Nadal, Adolfo Fedrizzi, Günther Hittaler, Uberto Ludescher, Armando Mencarelli, Riccardo Pellegrini, Renato Postinghel, Giuseppe Savegnago, Giovanni Seppi, Giorgio Zerbetto.

## Allievi

### Girone Finale

#### Partite
- Ortisei - Auronzo 2-1
- Auronzo - Amatori Milano 2-1
- Ortisei - Amatori Milano 3-1

#### Classifica finale
| Pos. | Squadra        | Punti |
| 1.   | Ortisei        | 4     |
| 2.   | Auronzo        | 2     |
| 3.   | Amatori Milano | 0     |

L'Hockey Club Ortisei viene proclamato campione d'Italia del torneo Allievi.